# Affaire des fromages magiques
 (novembre 2022).
L'affaire des fromages magiques ou des petits fromages magiques, est une affaire judiciaire mise au jour par le journaliste Emilio Sutherland et touchant le Chili en 2004-2005. Elle est précédée par une affaire similaire touchant le Pérou en 2002-2003. Cette escroquerie a été mise en place par une femme de nationalité française, Gilberte Van Erpe, surnommée Madame Gil.
Cette arnaque était basée sur l'achat de kits pour la production domestique de fromages, connus sous le nom espagnol de quesitos.

## Méthodologie
L'escroquerie judiciaire des fromages magiques est de forme pyramidale, c'est-à-dire que l'achat des kits par les nouveaux clients permettait de financer les profits des anciens. Les anciens clients, convaincus de la rentabilité de leur achat, conseillaient l'achat des kits à d'autres personnes. Finalement, quand l'entreprise a été assurée d'avoir des bénéfices conséquents, ses fondateurs ont gelé les comptes et disparu avec l'argent.

## Les faits

### Pérou
En 2002, au Pérou, fut fondée une entreprise, Labomax. Celle-ci proposa à 25 000 Péruviens volontaires de fabriquer un produit appelé « champignons magiques », supposé ensuite être exporté en France. 

### Chili
En décembre 2004, la société Fermex Chile S.A., qui « distribue, commercialise et exporte des ferments lactiques » fut créée, avec un siège social à Santiago, puis 17 antennes locales. Les dirigeants de l'entreprise, domiciliés à Santiago, étaient Víctor Mella et Fernando Jara, et avaient des représentants dans plusieurs villes du pays. Dès février 2005, 6 000 chiliens débutent la fabrication de matière première pour l'industrie cosmétique française ou d'un complément alimentaire pour l'Afrique, à base de ferments lactiques. 
À la suite du versement d'une garantie de 360 euros, le client acquérait des kits composés de filtres, de cartouches de papiers de flacons et un sachet de ferments « Yo Flex » qu'il faisait fermenter. Chaque kit avait une valeur de 250 000 CPL (pesos) soit environ 427 dollars américains. En livrant ces « petits fromages », surnom dû à la forme en rondelle jaune et grasse du produit, le client remportait deux fois son investissement en quatre mois. En outre, un système de parrainage des nouveaux fabricants permettait d'avoir plus de chance de gagner voyages et cadeaux.
Mais les paiements cessèrent, il n'y eut aucun cadeau ou voyage ni aucune exportation : Emilio Sutherland, journaliste de l'émission Contacto de la chaîne Université catholique, retrouva en avril 2006 8 tonnes de produits pourrissant dans un entrepôt.
Selon Roberto Navarro, porte-parole du parquet chargé de l'enquête, l'entreprise utilisait la méthode dite de l'« effet boule de neige » : « Jamais il n'y a eu de réel investissement, l'entreprise fonctionnait entièrement grâce aux apports des nouveaux fabricants. »

## La procédure judiciaire
À la suite de sa découverte, Emilio Sutherland saisit le parquet de Santiago ; celui-ci mit sous séquestre en juillet 2006 les biens de l'entreprise : 3,5 millions d'euros sur les 3,8 millions déclarés de pertes (le dommage n'est encore qu'évaluatif).
Les dirigeants de Fermex, Victor Mella et Fernando Jara, furent arrêtés le 17 juillet et sont en préventive[Quand ?].
D'après Libération du 16 août 2006, « Si le nom de Gilberte Van Erpe [surnommée « Madame Gil »], n'apparaît pas dans les statuts des entreprises péruvienne Labomax et chilienne Fermex, des photos prises dans les deux pays, et une vidéo tournée à Coltauco [Chili] le 10 mars, la présentent comme le cerveau du projet : elle incite à l'achat et présente les crèmes et shampooings français, produits dérivés des fromages. »
De plus, la Française de 65 ans a déjà un casier judiciaire, notamment pour abus de confiance en Belgique et en France. Elle se faisait accompagner du Dr Pantou, surnommé El Doctor, présenté comme l'avocat de la société congolaise Betota censée acheter les fromages. Tous deux avaient disparu avant de pouvoir être interrogés au Chili, mais Sutherland a retrouvé Madame Gil le 20 juillet à Paris.
Le Chili a demandé le 8 août son extradition, avant de retirer cette demande pour faciliter la procédure en France, car la plainte y avait été déclarée recevable. La première audience s'est déroulée le 15 janvier 2007.
Madame Van Erpe est arrêtée à Nice en février 2008 et incarcérée ensuite à Fleury-Mérogis. Elle est mise en examen pour escroquerie en bande organisée.
Le 7 juillet 2015, Gilberte Van Erpe a été condamnée à trois ans de prison ferme. Un complice a été également condamné.

## Conséquences
« Il s'agit d'une des plus grandes escroqueries de l'histoire du Chili », a estimé l'avocat Raul Meza, qui représente les 500 victimes. « Beaucoup de mes clients se retrouvent sans travail, sans économies, sans voiture, sans électroménager, sans rien », selon lui. Cette escroquerie a particulièrement touché le bourg de Coltauco, à 120 km au sud de Santiago, où 700 familles investirent, certaines souscrivant de gros emprunts, d'autres mobilisant leurs économies, vendant leurs biens… L'avocat français Me Jacques Boedels avec le juriste franco-chilien Luis Silva de Balboa y Lagarde-Salignac sont chargés de l'action civile devant le Tribunal de Grande Instance de Paris en représentation du clients de l'avocat Raúl Meza, Jaime Silva et Alfredo Morgado.
Il est à craindre « dépressions et suicides », selon le quotidien chilien Las Ultimas Noticias, le 26 juillet 2006.

## Voir également